# Леманская республика
Леманская республика (фр. République Lémanique) — дочерняя республика, существовавшая с 24 января по 12 апреля 1798 года на территории Швейцарии (кантон Во).
Образована 24 января 1798 году под покровительством Франции из кантона Во (Vaud), до тех пор подчиненного Берну.
В апреле того же года, при образовании Гельветической республики, Леманская республика вошла в её состав под именем кантона Во или Леман.